# Tëplo-Ogarevskij rajon
Il Tëplo-Ogarevskij rajon (in russo Тёпло-Огарёвский район?) è un rajon dell'Oblast' di Tula, in Russia. Istituito nel 1924, il capoluogo è Tëploe.